# Tetuán (Madrid)
Tetuán è uno dei distretti amministrativi in cui è suddivisa la città di Madrid, capitale della Spagna. 
Viene identificato col numero 6 e a sua volta si suddivide in sei quartieri (barrios): Cuatro Caminos, Castillejos, Berruguete, Bellas Vistas, Almenara e Valdeacederas. Si caratterizza per essere divisa quasi per la sua interezza da una delle vie principali di Madrid, "Calle de Bravo Murillo" e per essere una zona molto eterogenea socialmente ed economicamente.

## Geografia fisica
Il distretto si trova a nord-est del centro della città.

### Suddivisione
Il distretto è suddiviso amministrativamente in 6 quartieri (barrios):
- Almenara
- Bellas Vistas
- Berruguete
- Castillejos
- Cuatro Caminos
- Valdeacederas